# 27 Wołyńska Dywizja Piechoty

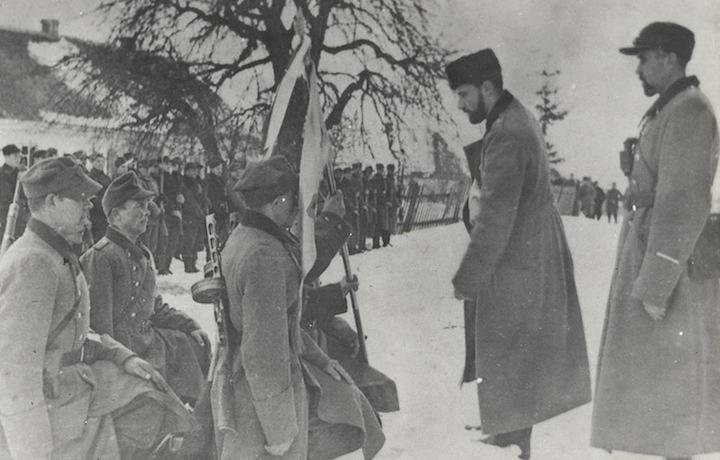
Partyzancka przysięga żołnierzy 27 Wołyńskiej DP AK, zima 1944

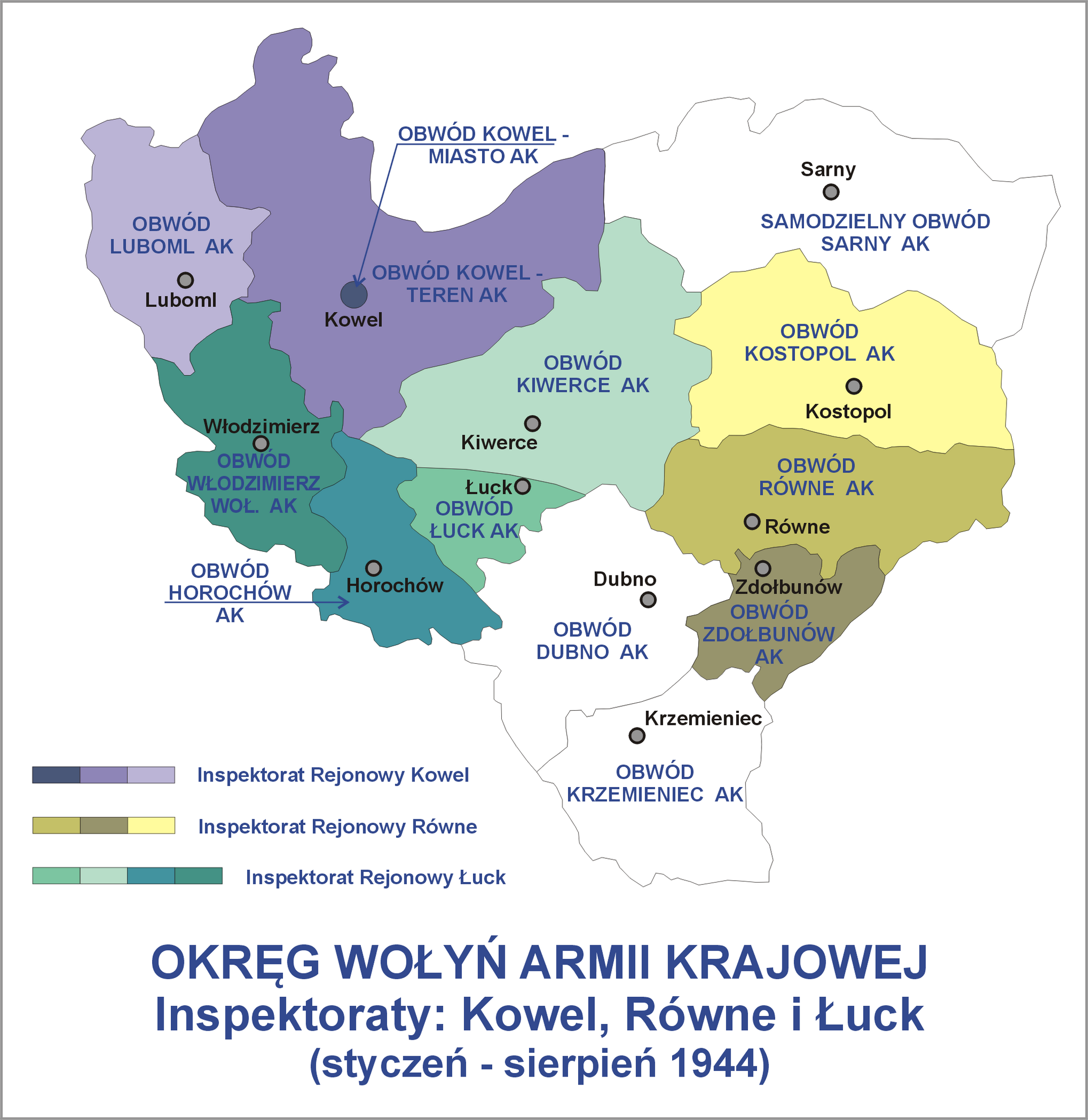
Inspektoraty, na terenach których powstała dywizja

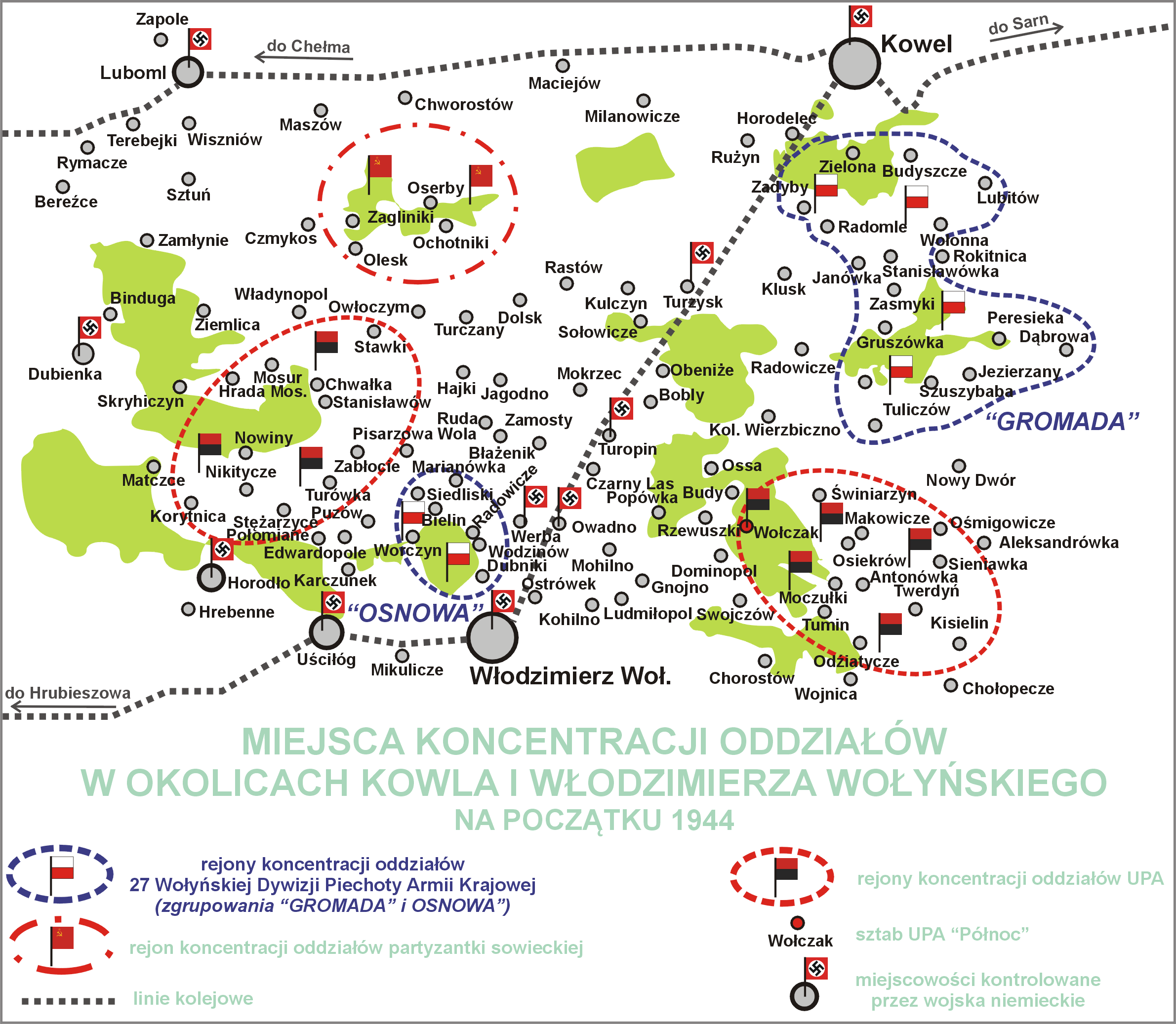

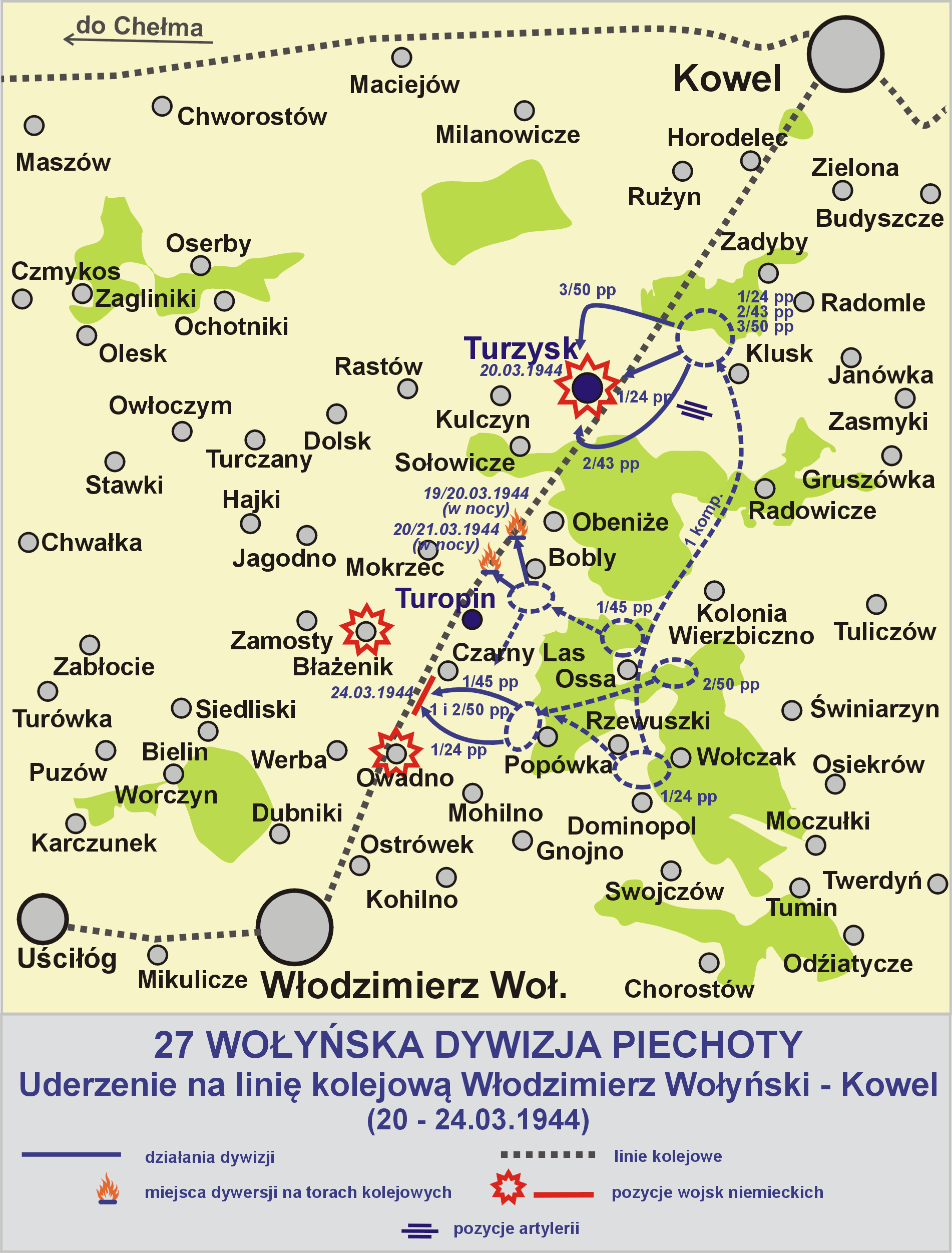

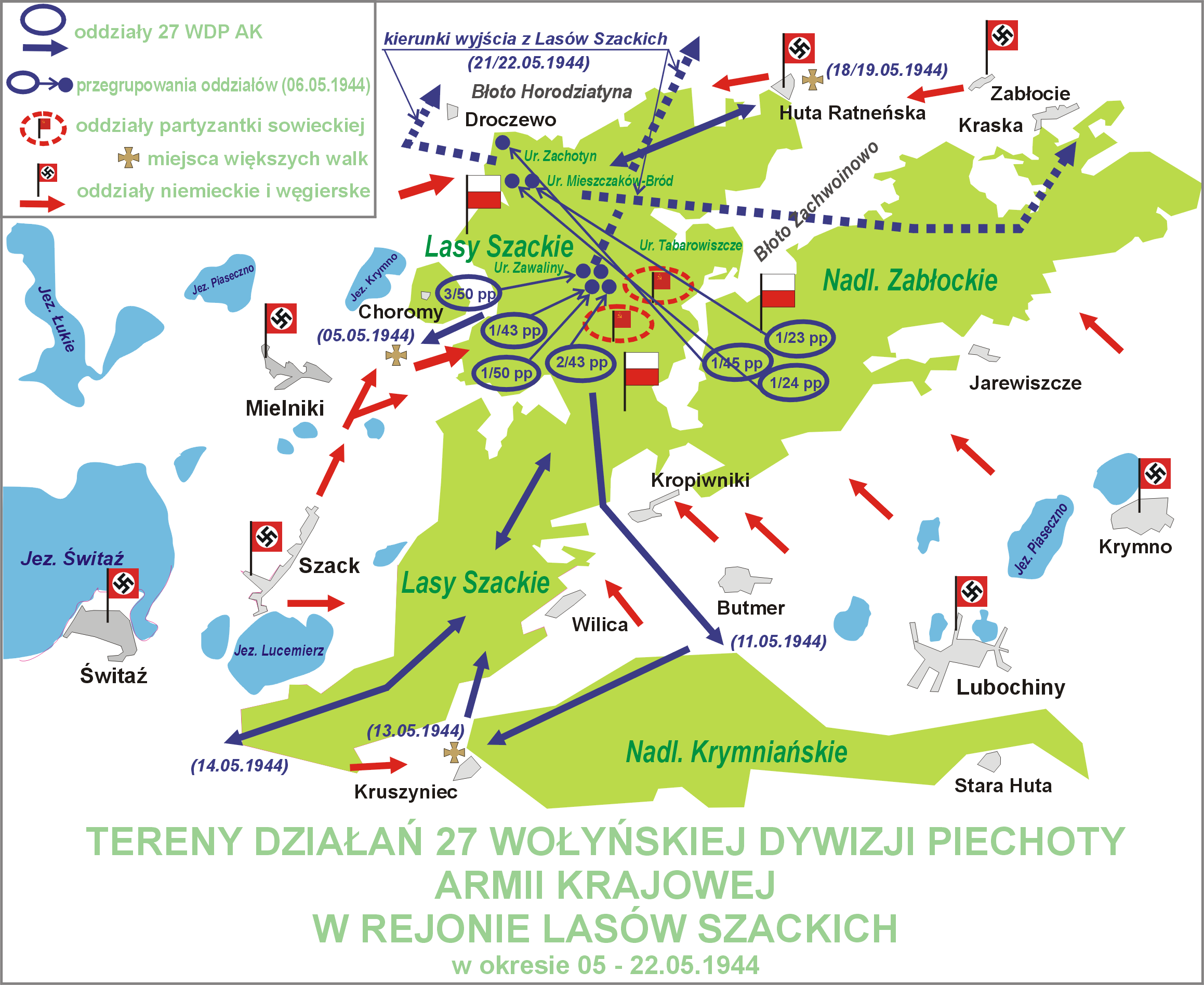

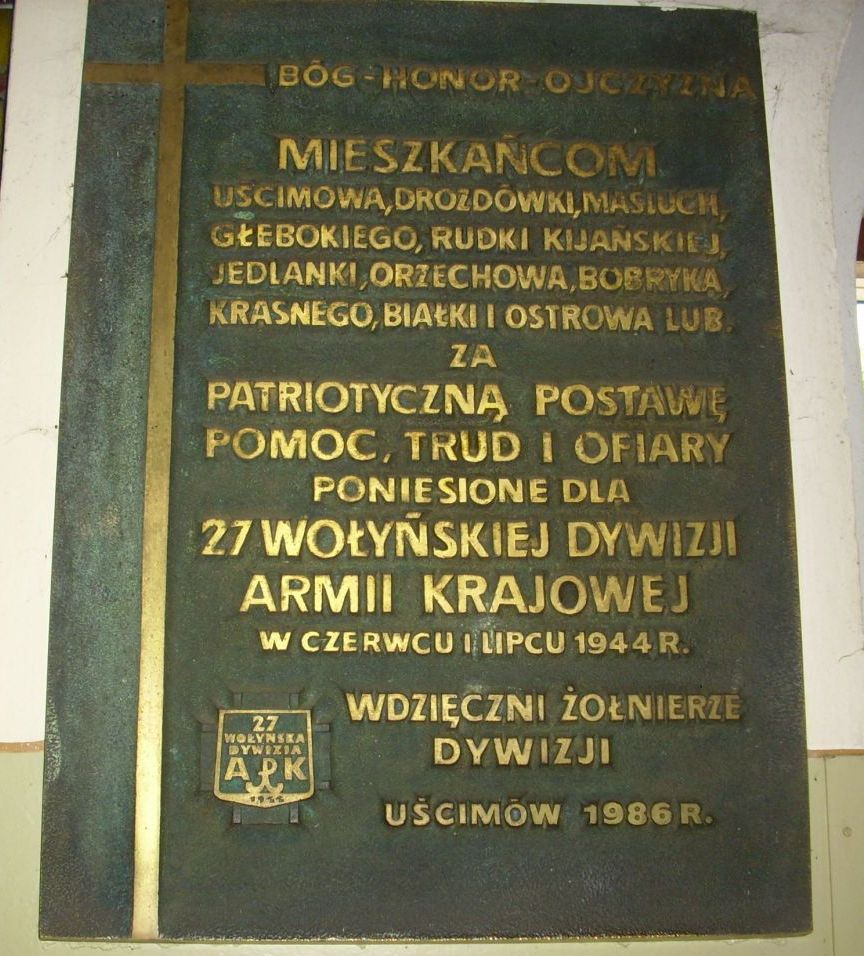
Tablica w kościele w Starym Uścimowie

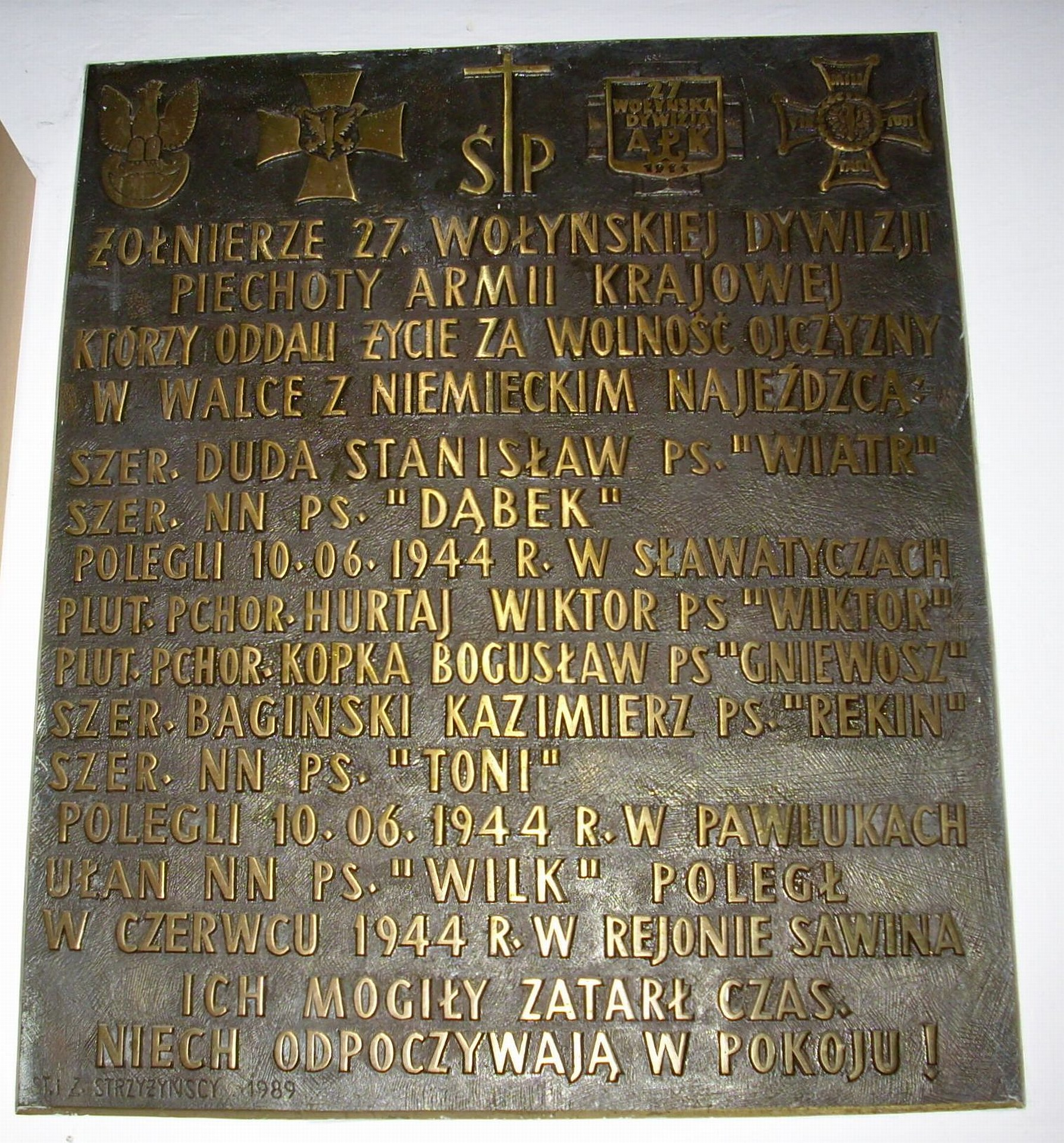
Tablica w kościele w Sławatyczach

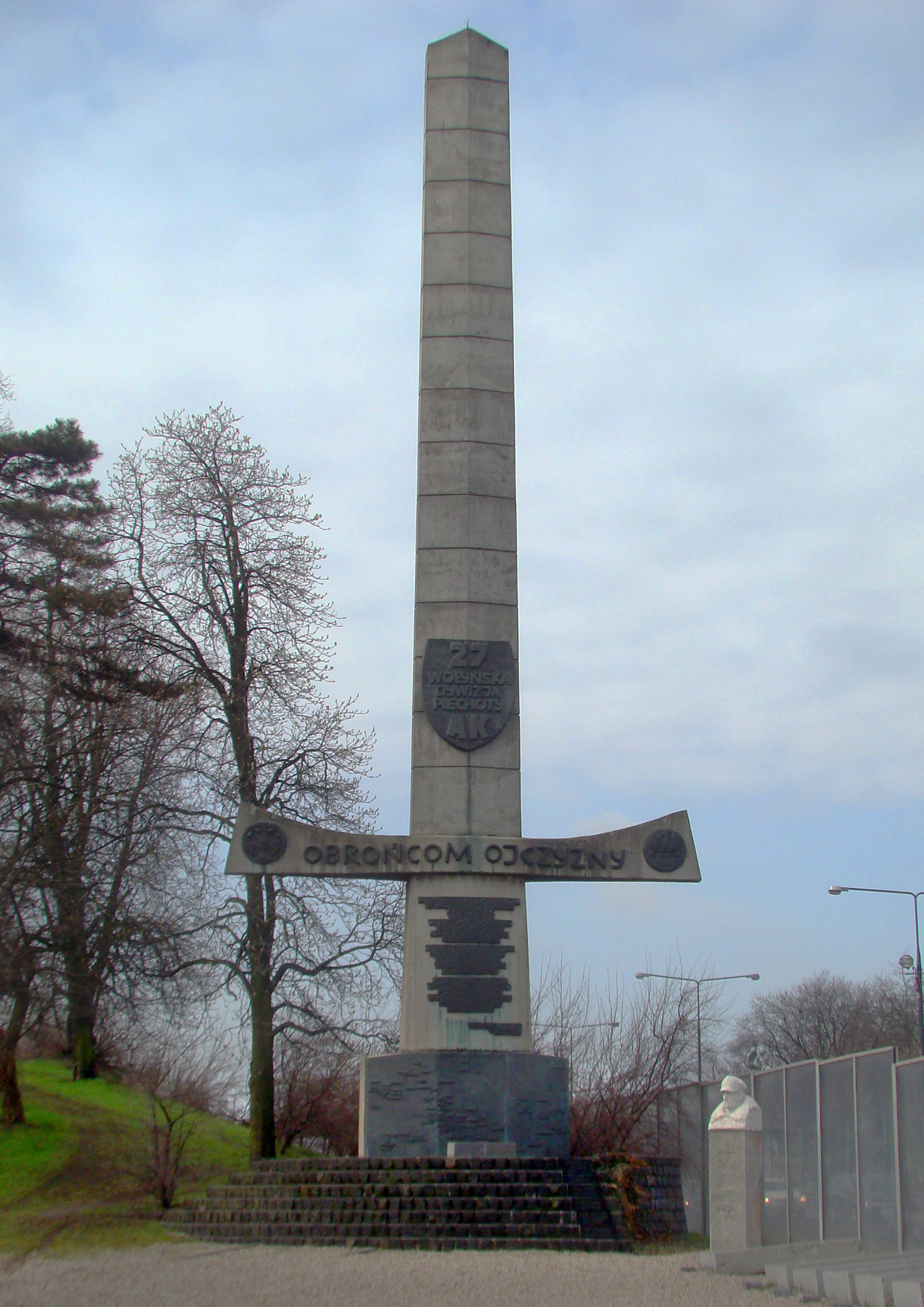
Pomnik 27 Dywizji AK przy Trasie Armii Krajowej w Warszawie

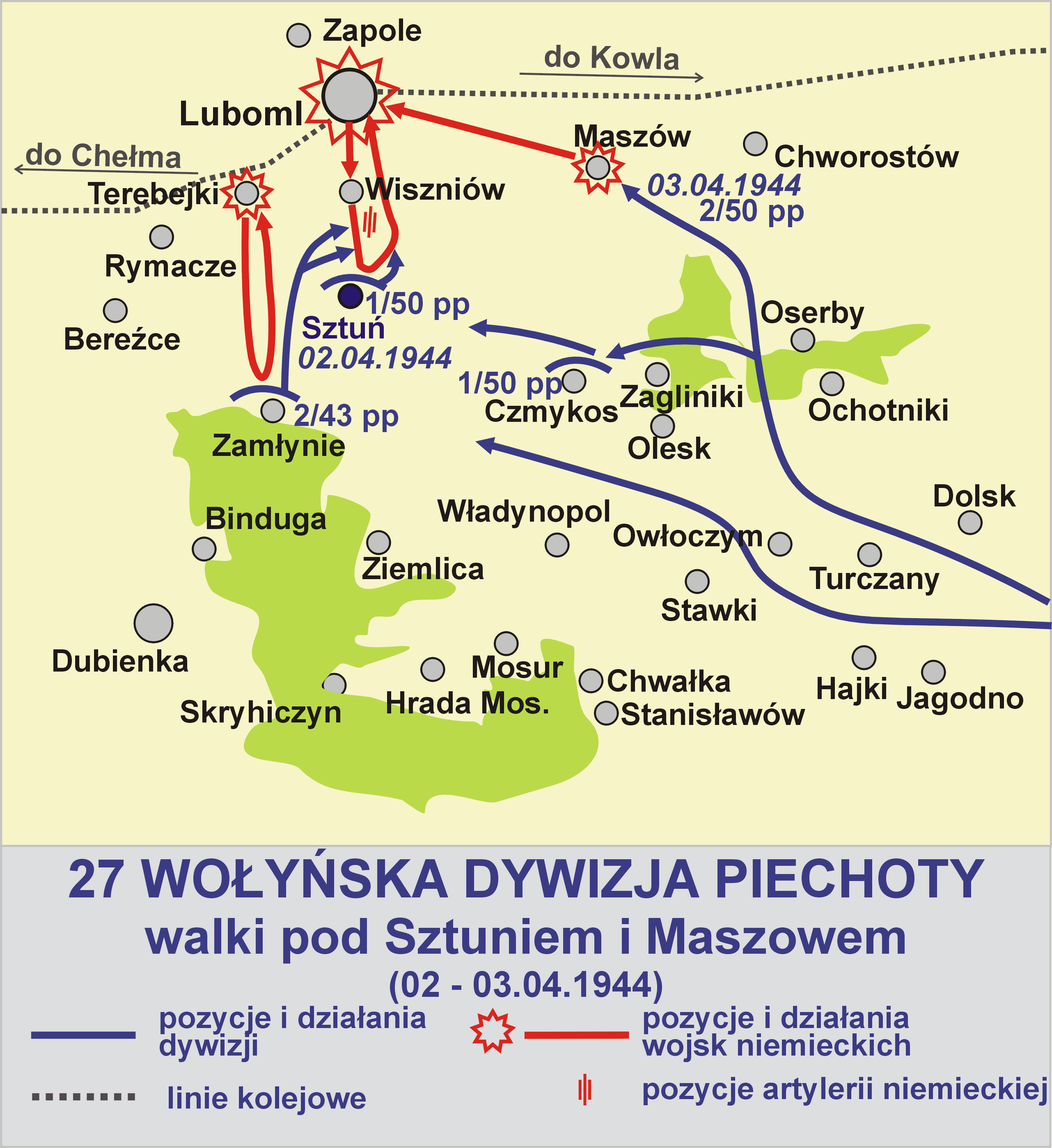

27 Wołyńska Dywizja Piechoty Armii Krajowej (27 DP AK) – wielka jednostka piechoty Armii Krajowej utworzona z sił Okręgu Wołyń w ramach akcji „Burza”. Dane dotyczące jej liczebności są sporne, w chwili mobilizacji liczyła od 6000 do 7000 żołnierzy.

## Geneza
W reakcji na rzeź wołyńską dowództwo Armii Krajowej podjęło decyzję o skierowaniu sił konspiracyjnych do walki z Ukraińską Powstańczą Armią. 20 lipca 1943 roku Komendant Okręgu Wołyńskiego AK wydał rozkaz powołania oddziałów partyzanckich, których celem miała być ochrona ludności polskiej przed UPA. Powstało 9 oddziałów: „Bomby”, „Drzazgi”, „Gzymsa”, „Jastrzębia”, „Korda”, „Piotrusia”, „Ryszarda”, „Sokoła” i „Strzemienia” liczących łącznie około 1200 żołnierzy. Drugą polską siłę bojową na Wołyniu stanowiły oddziały samoobrony w liczbie około 3600 ludzi stacjonujące w około stu placówkach. Żołnierze tych formacji stali się trzonem 27 Wołyńskiej Dywizji Piechoty AK.
4 stycznia 1944 roku wojska 1 Frontu Ukraińskiego Armii Czerwonej przekroczyły granicę ZSRR z Polską w rejonie Rokitna. W tej sytuacji dowództwo Okręgu AK Wołyń zdecydowało się przystąpić do realizacji planu „Burza” na Wołyniu. Komendant Okręgu Kazimierz Bąbiński „Luboń” planował stworzenie jednostki bojowej wielkości korpusu, której zadaniem byłaby walka z cofającymi się Niemcami i wystąpienie wobec Armii Czerwonej w roli gospodarza Wołynia. 

## Mobilizacja
16 stycznia 1944 roku komendant Okręgu Kazimierz Bąbiński „Luboń” wydał rozkaz koncentracji sił AK w zachodniej części Wołynia. Sztab Okręgu założył kwaterę polową w miasteczku Kupiczów, a następnie we wsi Suszybaba. Wykonanie rozkazu napotkało szereg trudności. Część członków samoobron nie wyruszyła na koncentrację z powodu ciągłego zagrożenia ich miejscowości ze strony UPA. Na miejsce nie dotarli także żołnierze z terenów objętych już walkami frontowymi. W tej sytuacji płk „Luboń” na odprawie oficerów w dniu 28 stycznia 1944 roku podjął decyzję o organizowaniu wojska w ramach dywizji piechoty. Przyjęto nazwę jednostki nawiązującą do przedwojennej kowelskiej 27 Dywizji Piechoty. Zorganizowano dwa zgrupowania pułkowe: kowelskie „Gromada” i włodzimierskie „Osnowa”. Działania na Wołyniu były niezgodne z planem „Burzy” oraz wywołały protesty Generała Komorowskiego. Komenda Główna odnosiła się negatywnie do utworzenia 27 Wołyńskiej Dywizji Armii Krajowej.
W ramach akcji mobilizacyjnej, m.in. przy udziale Władysława Filara, przeciągnięto w szeregi AK policjantów z Batalionu Policyjnego nr 107 z Maciejowa. Ponadto w ramach dywizji znalazła się kompania dywersyjno-saperska z Warszawy, licząca około 20 ludzi. Była to jedyna pomoc kadrowa, jaką dywizja wołyńska otrzymała z centralnej Polski.
W wyniku mobilizacji i koncentracji sił w ramach dywizji utworzono dwa zgrupowania pułkowe: o kryptonimie „Gromada” (w okolicach Kowla) i o kryptonimie „Osnowa” (w okolicach Włodzimierza Wołyńskiego) liczące łącznie około 6500 żołnierzy. W bazie samoobrony w Zasmykach ulokowało się zaplecze kwatermistrzowskie.

## Walki o bazę operacyjną
Organizująca się dywizja opanowała obszar o wymiarach 80 na 40 km. Od południa sąsiadował on z silnymi placówkami UPA i SKW. W związku z tym istniejące już oddziały AK przystąpiły do poszerzania bazy operacyjnej. Od stycznia do marca 1944 roku podjęto 16 większych akcji zaczepnych przeciw siłom ukraińskim, ostatecznie wypierając je z pozycji zagrażających dywizji i ludności polskiej. Wspólnie z sowiecką partyzantką Petra Werszyhory opanowano lasy świniarzyńskie, wcześniej zajmowane przez zahon UPA „Sicz”. Z zajętych terenów w obawie przed dywersją wypędzono ludność ukraińską.
Jedną z akcji w ramach poszerzania bazy operacyjnej był atak trzech batalionów AK 29 lutego 1944 na bazę UPA w Oździutyczach. Polski szturm załamał się pod ostrzałem karabinów, w szczególności z dwóch ckm, które strzelały z wieży kościoła i młyna. Do walki po stronie Ukraińców włączyły się także trzy niemieckie samoloty Luftwaffe. Według ukraińskich źródeł Polacy ponieśli w boju znaczne straty w wysokości 20 zabitych i 20 rannych, ponadto wzięto do niewoli 2 jeńców, którzy mieli zdradzić plany polskiego dowództwa. Według Władysława i Ewy Siemaszków zginęło 7 akowców a wielu zostało rannych.
W tym czasie prowadzono również walki z Niemcami. Siły zgrupowania „Osnowa” 23 lutego 1944 roku stoczyły bój z batalionem Wehrmachtu pod Włodzimierzem Wołyńskim. Zgrupowanie „Gromada” w nocy z 8 na 9 marca 1944 roku podjęło nieudaną próbę ataku na miasteczko Hołoby w celu zdobycia niemieckich magazynów sprzętu wojskowego.

## „Burza” na Wołyniu
Realizacja planu „Burza” rozpoczęła się na Wołyniu 15 stycznia 1944 roku. W tym dniu ogłoszono mobilizację Sił Okręgu. Walki rozpoczęły się 19 stycznia 1944 roku - tego dnia doszło do pierwszego boju przeciw oddziałowi niemieckiemu pod wsią Zasmyki. W czasie boju zabitych zostało 5 Niemców i kilkunastu rannych. Straty po polskiej stronie wynosiły 1 poległy i 6 rannych partyzantów oraz 7 zabitych cywili. Niemcy spalili też kilka budynków we wsi, w jednym z nich mieściła się baza partyzancka. W marcu 1944 roku oddziały 27 Wołyńskiej Dywizji Piechoty AK znalazły się w strefie przyfrontowej i przy współpracy z siłami sowieckimi przystąpiły do ciężkich walk o Kowel z regularnymi jednostkami niemieckimi.
Uzgodniono następujące warunki współdziałania:
- dowództwo sowieckie uznaje, że jest to dywizja polska, mająca swoje władze w Warszawie i Londynie
- dywizja całkowicie podporządkuje się taktycznie dowództwu sowieckiemu
- wyklucza się pozostawienie na tyłach jakichkolwiek oddziałów partyzanckich
- dywizja otrzyma pełne wyposażenie należne dywizji ACz

Udział w operacji kowelskiej

Wobec niepowodzenia sowieckiego natarcia na miasto, mjr Jan Wojciech Kiwerski „Oliwa” zaproponował okrążające uderzenie od południa na linie komunikacyjne w ogólnym kierunku na Luboml.
W ramach współdziałania taktycznego uzgodniono następujące zadania dla oddziałów dywizji:
1. wiązać siły niemieckie w rejonie między Turią i Bugiem ograniczonym od północy linią kolejową Dorohusk – Luboml – Kowel, a na południu szosą Uściług – Włodzimierz Wołyński
2. utrzymywać stałe przeprawy przez Bug celem umożliwienia przejścia sowieckich oddziałów partyzanckich na teren Generalnego Gubernatorstwa
3. prowadzić rozpoznanie wojsk niemieckich, zwłaszcza na linii komunikacyjnej Lublin – Luboml – Kowel
4. wykonać uderzenia na linię komunikacyjną Luboml – Kowel, a w sprzyjających warunkach również na kierunku południowym w celu zablokowania szosy Uściług – Włodzimierz Wołyński

Działania rozpoczęto uderzeniem na obiekty leżące na linii kolejowej Kowel-Włodzimierz Wołyński. Do 24 marca zdobyto Turzysk i Turopin, Zablokowano rokadę kolejową biegnącą z południa w kierunku Kowla. Możliwości manewrowe wojsk niemieckich uległy znacznemu ograniczeniu. W kolejnych dniach dywizja przegrupowała się do rejonu wyjściowego między Turią i Bugiem, tworząc dwa zgrupowania.
Zgrupowanie północne w składzie sześciu batalionów piechoty i szwadronu kawalerii broniło pasa od Zamłynia do Zaglinek i zamykało kierunki Luboml, Włodzimierz Wołyński oraz Luboml, Turzysk. Osłaniało skrzydło wojsk sowieckich w obszarze na południe i południowy zachód od Kowla. Zgrupowanie południowe w sile trzech batalionów piechoty i szwadronu kawalerii broniło pasa od Ochnówki do Stęzarzyc i ubezpieczało zgrupowanie północne od południa.
2 kwietnia 1944 roku nastąpił niemiecki atak na pozycje dywizji pod Sztuniem i Zamłyniem. Sztunia broniła 2 kompanii „Motyla” z I/50 pp „Sokoła”. W sposób zaczepny wsparła ją 1 kompania „Mohorta” z I/43 pp „Korda”. Atakujący partyzanci wychodząc z Zamłynia wykonali manewr głębokiego obejścia na skrzydło i tyły Niemców. Jednym plutonem zaatakowali SO artylerii, a pozostałymi uderzyli na tyły niemieckiej tyraliery.
Niemcy wycofali się w bezładzie. Stracili 12 zabitych, a 28 wzięto do niewoli. Zdobyto 9 km, 8 rkm, 50 kb i biedki z amunicją. Straty własne – 1 zabity i 6 rannych. W tym dniu walczył również II/43 pp broniący Zamłynia. Natarcie Niemców zostało odparte.
3 kwietnia II/50 pp „Jastrzębia” uderzył na Niemców stacjonujących w Maszowie. Miejscowość została zdobyta. Straty przeciwnika: 16 zabitych.
W nocy 3/4 kwietnia walki o Sztuń rozgorzały na nowo. Oddział niemieckiej 1 Brygady Strzelców Górskich ponownie zaatakował i uzyskał lokalne powodzenie. Kontratakująca kompania „Motyla” brawurowym atakiem nocnym wyparła Niemców ze wsi i zajęła stanowiska obronne na skraju miejscowości.
Rano przeciwnik wznowił natarcie na Sztuń. Strzelców górskich wspierał zmasowany ogień moździerzy. Na pomoc kompanii „Motyla”, dowódca I/50 pp por „Sokół” skierował 1 kompanię „Kani”. Koncentryczny atak Polaków spowodował wycofanie się nieprzyjaciela w kierunku Lubomla. Straty Niemców: 52 zabitych. Zdobyto 7 km, 4 moździerze, 60 kb, 26 wozów taborowych z amunicją i sprzętem wojskowym oraz l kuchnię polową.
Walki o utrzymanie Sztunia, Czmykosu, Staweczek i Pustynki trwały do 10 kwietnia 1944 roku. Polacy wycofali się ze Sztunia, Czmykosu i Zaglinek. 9 kwietnia Niemcy wprowadzili do walki oddziały 5 DPanc SS „Wiking” oraz 214 DP.
Nowe jednostki rozpoczęły natarcie jednocześnie na trzech kierunkach: z Czmykosu wyszło natarcie na Pustynkę, którą bronił 1/45 pp „Gzymsa”, z kierunku Zaglinek atakowano broniący Staweczek II/43 pp „Siwego”, od strony Sztunia i Rymacz Niemcy natarli na Zamłynie bronione przez 1/43 pp „Korda”. Jedynie II/45 pp utrzymał Pustynię. Pozostałe bataliony cofnęły się. Rano 10 kwietnia Niemcy rozpoczęli natarcie na nowe stanowiska obronne zgrupowania północnego
Atakowano II/50 pp i II/43 pp. Natarcie zostało załamane. Do kontrataku ruszył II/50 pp i odbił skraj Staweczek. Jednak II/43 pp był zbyt słaby, by atakować, i partyzanci musieli opuścić wioskę. Tym samym kierunek Owłoczym, Turyczany pozostał otwarty. Do jego zamknięcia skierowano II/43 pp. Po południu Niemcy atakowali na II/45 pp, I/50 pp, i II/50 pp. Atak piechoty poprzedziły bombardowania lotnictwa. Pod naporem znacznych sił przeciwnika, II/43 pp opuścił Owłoczym i wycofał się w kierunku Czesławowa. Pozostałe bataliony pozostały na stanowiskach.
Na odcinku południowym dywizji panował względny spokój. Niemcy prowadzili jedynie rozpoznanie lotnicze i bombardowanie wykrytych celów. W trakcie nalotu na Sieliski i Wierów Polacy zestrzelili jeden samolot niemiecki. 10 kwietnia nasiliły się ataki lotnictwa niemieckiego. Od strony Werby Niemcy zaatakowali pozycje 2 kompanii lI/24 pp „Łuny” w Antonówce. Atak Niemców został odparty. Wzięto do niewoli 6 żołnierzy Wehrmachtu.
W tym czasie w rejon walk przybył sowiecki 56 pułk kawalerii gwardii wraz z zaopatrzeniem dla 54 pułku kaw. gw. Ten ostatni przebywał już w rejonie walk, ale ze względu na brak amunicji nie uczestniczył w działaniach. Wobec takiego wzmocnienia, dowódca dywizji mjr „Oliwa” postanowił uderzyć jednocześnie na dwóch kierunkach: północnym i południowym. Na kierunku północnym ok. 11:00 12 kwietnia przeszły do natarcia cztery bataliony polskie oraz dwa szwadrony 54 p. kaw. gw. Po ciężkich całodniowych walkach nie powiodła się próba przejęcia inicjatywy. Oddziały dywizji utrzymały pozycje wyjściowe. W nocy 12/13 kwietnia atakowali Niemcy. Pozycje I/50 pp i III/50 pp ostrzelano ogniem artylerii. Około północy Niemcy opanowali Pustynkę, a I/45 pp wycofał się na południe od wsi. 13 kwietnia przeciwnik rozpoczął natarcie na wszystkich odcinkach obrony polskich oddziałów z użyciem czołgów i artylerii. Bataliony otrzymały rozkaz wycofania się na skraj lasów mosurskich, do rejonu Janin Bór.
O świcie 12 kwietnia na garnizon niemiecki we Włodzimierzu Wołyńskim uderzyły jednostki zgrupowania południowego: 56 p.kaw.gw., II/23 pp „Lecha” i I/24 pp „Lyny”. Początkowo odniesiono lokalne sukcesy. Jednak kontratak niemiecki zmusił oddziały do wycofania się z miasta. 56 p.kaw.gw wycofał się w kierunku Werby, a następnie przeszedł do Turyczan. II/23 pp zajął obronę w rejonie Grabina-Smolarze. Niemcy bombardowali też stanowiska 1 kompanii 1/23 pp w Stęzarzycach oraz 4 kompanii II/23 pp w Dubinkach. W nocy 12/13 kwietnia oddziały zgrupowania południowego wycofnęły się na północ i zajęły pozycje obronne na linii Stęzarzyce, Turówka, Sieliski, Pisarzowa Wola. Na tym kierunku również nie udało się przejąć inicjatywy.
Walki w okrążeniu

15 kwietnia 1944 roku w rejonie Ruda – Zamosty spotkały się czołowe oddziały pancerno-motorowe niemieckich zgrupowań działających w kierunku Lubomla i Włodzimierza Wołyńskiego. Zamknięty został pierścień okrążenia oddziałów 27 Dywizji, 54 p.kaw.gw. oraz sowieckiego oddziału partyzanckiego „Fiodorowa”. Znaczne siły niemieckie przeszły przez Turię w rejonie Turyczany-Hajki i uderzając na wschód wyparły oddziały sowieckie. Dywizja zepchnięta na niewielką powierzchnię lasów mosurskich utraciła kontakt z regularnymi jednostkami wojsk sowieckich działających na kierunku kowelskim. Od frontu sowiecko-niemieckiego dzieliło Polaków kilkadziesiąt kilometrów. Brakowało amunicji i żywności. Przybierające wciąż na sile ataki Niemców na pozycje obronne oddziałów dywizji miały za cel rozcięcie okrążonych sił na części, a następnie ostateczne ich zniszczenie. Walki w okrążeniu trwały do 18 kwietnia.
18 kwietnia podczas zmiany stanowiska dowodzenia, w rejonie Dobry Kraj zginął dowódca 27 WDP AK ppłk Jan Wojciech Kiwerski „Oliwa”.
W nocy 18/19 kwietnia dowództwo objął mjr Jan Szatowski „Kowal”. Nakazał on odrywanie się od nieprzyjaciela i marsz do rejonu koncentracji w lasy przy trakcie drogowym Murawa – Zamłynie.
20 kwietnia poświęcono na przygotowania do wyjścia z okrążenia. W miejsce ciężkich taborów utworzony został oddział koni jucznych. Zabrano tylko niezbędny sprzęt, amunicję i żywność. Szpital dywizyjny postanowiono pozostawić w zalesionych bagnach położonych na północ od Murawy. Zaopatrzono go w żywność na około dwa tygodnie.
Do wyjścia z okrążenia dywizja przyjęła następujące ugrupowanie:
- straż przednia – I/43 pp jako oddział rozpoznawczy oraz I/50 pp jako oddział uderzeniowy
- czoło sił głównych stanowiły III/50 pp i II/43 pp; dalej maszerowały sztab dywizji z warszawską kompanią saperów, I/45 pp, 2 kompania II/50 pp, oddział koni jucznych, 1 i 3 kompania II/50 pp
- straż tylną stanowiły – I/23 pp, II/23 pp, I/24 pp, oddziały wojsk sowieckich

Całość kolumny liczyła około 7000 ludzi i 500 koni.
W nocy 20/21 kwietnia w rejonie Terebejki poza pierścień okrążenia przebiła się jedynie część dywizji stanowiąca ekwiwalent ok. pięciu batalionów. Po walce pod Sokołem, kolumna przeszła na północ od Lubomla do rejonu Smolary Rogowe.
Kolejnej nocy próbę przebicia w rejonie między Starym i Nowym Jagodzinem podjęły pozostałe oddziały dywizji. 22 kwietnia kolumna, w skład której wchodziły niekompletne bataliony I/23 pp, II/23 pp, I/24 pp oraz grupy żołnierzy z innych oddziałów, dołączyła w Smolarach Rogowych do dywizji. W okrążeniu pozostała połowa batalionu por. Władysława Czermińskiego „Jastrzębia” oraz około 1600 żołnierzy, którzy ulegli rozproszeniu. Cofnęli się oni do lasów zamłyńskich i mosurskich, by w mniejszych grupach starać się wyjść z okrążenia. Oddział „Jastrzębia” przez ponad dwa miesiące uchodził niemieckim obławom, by 23 czerwca 1944 roku przekroczyć Bug i przejść na Lubelszczyznę. Spośród żołnierzy rozproszonych część dostała się do niewoli niemieckiej, część przedostała się na własną rękę na Lubelszczyznę.
Walki 27 WDP AK w ramach operacji kowelskiej prowadzone były bez przerwy przez okres trzech tygodni. W walkach tych oraz w czasie przebijania się z okrążenia, dywizja poniosła duże straty. Poległo 350 żołnierzy, 160 odniosło rany, 170 dostało się do niewoli, około 1600 uległo rozproszeniu. Po wyjściu z okrążenia jej zasadniczy trzon liczył około 3600 ludzi. Po krótkim odpoczynku podjęła ona dalszą walkę z Niemcami w lasach szackich.

## Na Polesiu wołyńskim
Po przebiciu z okrążenia zadanie 27 Wołyńskiej Dywizji Piechoty AK nie zostało zmienione. W dalszym ciągu miała realizować plan „Burza” na wschód od Bugu. W lasach szackich dywizję z uwagi na straty osobowe i wyczerpanie kilkutygodniowymi walkami poddano reorganizacji i wypoczynkowi. W okolicę wysyłano patrole badając możliwości działania i dokonując aprowizacji.
Patrole dywizji staczały potyczki z patrolami niemieckimi i węgierskimi. Od początku maja 1944 roku lotnictwo niemieckie rozpoznawało pozycje partyzantów. W połowie miesiąca Niemcy zaczęli zaciskać pierścień okrążenia wokół 27 WDP AK i działającego na tych terenach zgrupowania płk Iwanowa, liczącego około 1200 partyzantów. Niemieckie natarcie przy użyciu znacznych sił piechoty, artylerii, czołgów i lotnictwa ruszyło 21 maja rano otaczając oddziały dywizji i partyzantki sowieckiej na obszarze o powierzchni ok. 4 km² Wieczorem 21 maja dowództwo 27 WDP AK zdecydowało, że w zaistniałej sytuacji, wobec braku zaopatrzenia i braku zezwolenia na opuszczenie Wołynia, dywizja powinna przejść za front na stronę sowiecką.
Dywizję podzielono na trzy kolumny – sztabową, „Kowala” i „Gardy” które nocą z 21 na 22 maja 1944 roku wyszły poza pierścień okrążenia, pokonując bagna nie obsadzone przez nieprzyjaciela. Każda z kolumn miała samodzielnie udać się w kierunku północno-wschodnim (rejon Dywina), gdzie planowano połączenie sił i forsowanie Prypeci, na której ustabilizował się front.
W tym czasie dowódca dywizji otrzymał od Komendanta Głównego AK rozkaz przejścia za Bug. Kolumna sztabowa skierowała się na zachód i 29 maja 1944 roku przekroczyła rzekę w rejonie Durycze. Rozkaz ten nie dotarł do dwóch pozostałych kolumn, które rozpoczęły marsz ku Prypeci.
Zgrupowanie „Gardy” liczące około 600 żołnierzy podjęło próbę forsowania Prypeci 27 maja 1944 roku ponosząc wysokie straty. Od ognia prowadzonego z obu stron (niemieckiej i radzieckiej) zginęło około 120 żołnierzy a 114 zostało rannych. Na wieść o klęsce zgrupowania „Gardy” major „Kowal” zawrócił swoją kolumnę i skierował ją na zachód, w kierunku Bugu. W rejonie Miedna kolumna „Kowala” spotkała się z częścią kolumny sztabowej. W nocy z 9 na 10 czerwca 1944 roku oddziały te przekroczyły Bug jednocześnie w czterech punktach przeprawowych i skierowały się w rejon lasów parczewskich.

## Na Lubelszczyźnie
Akcja „Burza”

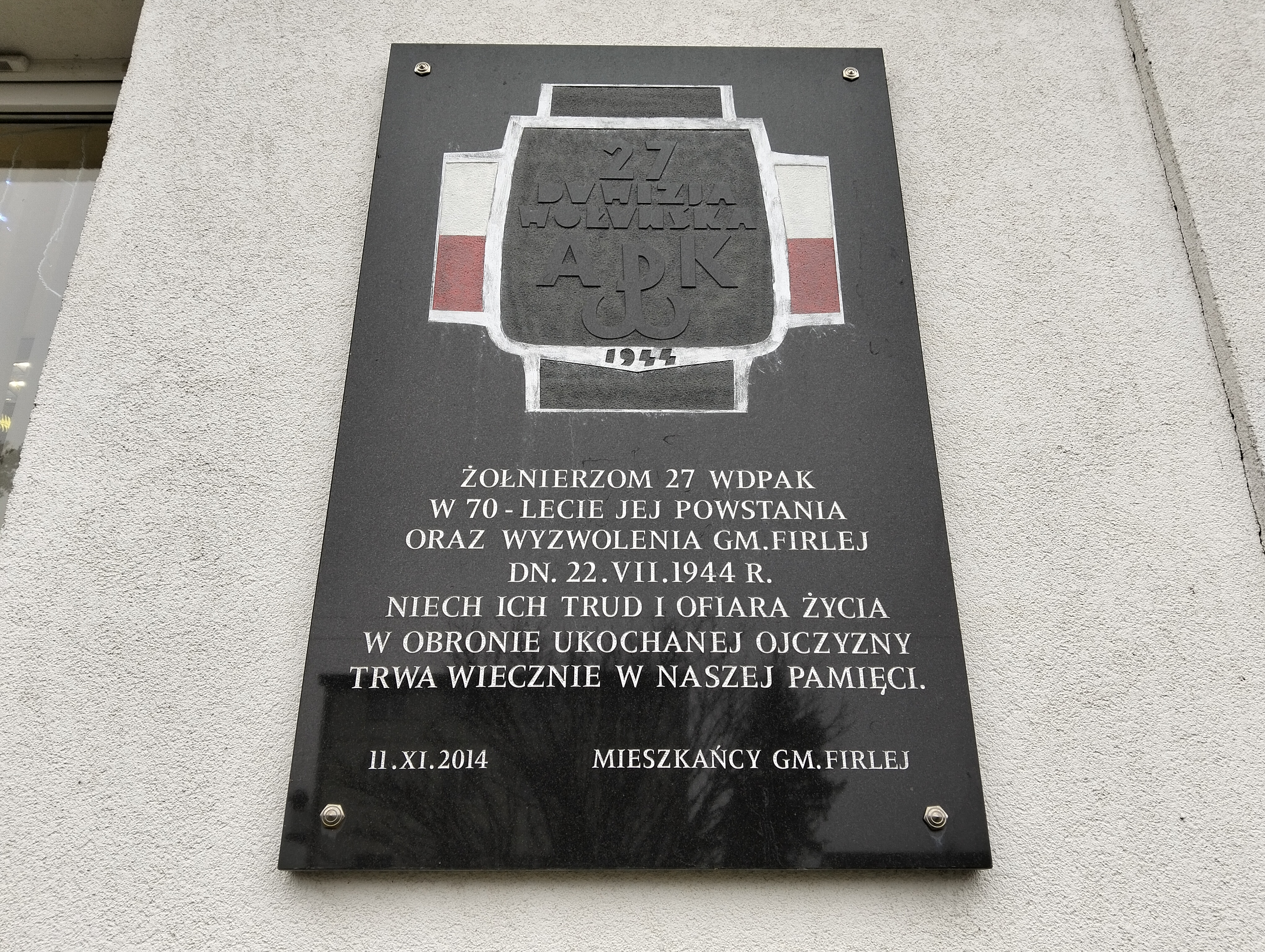
Tablica pamiątkowa w Firleju

W lasach parczewskich siły dywizji wyczerpane długotrwałymi walkami poddano ponownie wypoczynkowi i aprowizacji. Jednocześnie uzupełniono je kilkoma miejscowymi oficerami oraz około stu podoficerami i szeregowcami znającymi teren. Ponadto do dywizji sukcesywnie dołączały grupy żołnierzy przebijające się z Wołynia. Wskutek wszystkich uzupełnień stan osobowy dywizji w lipcu 1944 roku wyniósł około 3260 żołnierzy.
20 lipca Armia Czerwona sforsowała Bug i zaczęła zajmować Lubelszczyznę. W zaistniałej sytuacji (wycofywanie się wojsk niemieckich) dowództwo Dywizji rozpoczęło przygotowywanie uderzenia na Lublin w ramach akcji „Burza”. 22 lipca mjr „Żegota” przywiózł z Komendy Okręgu zadania akcji „Burza” na Lubelszczyźnie, jakie postawiono przed Dywizją. Batalion I/45 pp „Gzymsa” w zasadzce rozbił kolumnę Niemców pod Firlejem. Bataliony II/43 pp „Hrubego” i II/50 pp „Jastrzębia”, współdziałając z miejscowym oddziałem AK, opanowały Lubartów. Nocą batalion „Jastrzębia” obsadził Michów, batalion I/43 pp „Korda” opanował Kock zaś batalion I/50 pp „Sokoła” zajął Koniaków i Kozłówkę. Zablokowano ruchy Niemców we wszystkich kierunkach. Około południa 23 lipca do Lubartowa wkroczyły jednostki 3 Korpusu Armii Czerwonej (1 Front Białoruski), a po południu przybyły oddziały AL ppłk. Korczyńskiego (uwolnione przez wojska sowieckie z okrążenia w lasach parczewskich). Na skutek jego żądań, dowództwo dywizji usunęło swoje oddziały z Lubartowa, koncentrując je w rejonie Kaniówki, Kozłówki i Siedlisk. Z dowództwem korpusu sowieckiego ustalano zasady dalszej walki z Niemcami.
Rozbrojenie dywizji

25 lipca w Skrobowie odbyło się spotkanie oficerów dywizji ze stroną sowiecką pod przewodnictwem gen. Bakanowa. Zdumionym Polakom przedstawiono żądanie złożenia broni. W tym czasie oddziały polskie zostały otoczone przez wojsko sowieckie. Wymuszone złożenie broni odbyło się tego samego dnia w Skrobowie, rozformowanie jednostki nastąpiło 26 lipca.

## Dalszy los żołnierzy
Żołnierzy dywizji rozstrzeliwano m.in. w Kąkolewnicy (na Uroczysku Baran), na Zamku w Lublinie. Po rozwiązaniu dywizji, w listopadzie 1944 roku, NKWD utworzyło w Skrobowie na Lubelszczyźnie specjalny obóz „filtracyjny”, jeden z kilkudziesięciu tego typu obozów NKWD na terenie Polski. Internowano w nim żołnierzy Armii Krajowej aresztowanych przez NKWD (w tym w jednostkach liniowych Wojska Polskiego).
27 marca 1945 roku 48 więźniów obozu dokonało brawurowej ucieczki. Ci, którzy zostali w Skrobowie, zostali wkrótce wywiezieni do łagrów.

## Dowódcy dywizji
- płk Kazimierz Damian Bąbiński „Luboń” (16 stycznia – 10 lutego 1944[20])
- ppłk dypl. Jan Wojciech Kiwerski „Oliwa” (11 lutego – 18 kwietnia 1944)
- mjr Jan Szatowski „Kowal” (19 kwietnia – 3 maja 1944[20])
- mjr dypl. Tadeusz Sztumberk-Rychter „Żegota” (4 maja – 15 lipca 1944[20])
- płk Jan Kotowicz „Twardy” (16 – 26 lipca 1944[20])

## Struktura organizacyjna i obsada personalna w marcu 1944
Dowództwo
- dowódca – ppłk dypl. (gen. bryg.) Jan Wojciech Kiwerski „Oliwa”
- szef sztabu – mjr dypl. Tadeusz Sztumberk-Rychter „Żegota”, od 3 maja 1944 kpt. Tadeusz Klimowski „Ostoja”[21]
- oficer operacyjny – kpt. Tadeusz Klimowski „Ostoja” (do 3 maja 1944)
- Sztab – kryptonim „Pożoga”
- Kwatermistrzostwo

Samodzielne pododdziały dywizji
- kompania łączności – ppor. Józef Figórski „Szymon”
- kompania saperów (warszawska) – por. Zdzisław Zołociński „Piotr”
- kompania przeprawowa (na Bugu) – ppor. Stanisław Witamborski „Mały”
- pluton żandarmerii – ppor. Franciszek Krawczak „Żeliwo”
- I/45 pp –  por. Franciszek Pukacki „Gzyms”

Zgrupowanie „Gromada” (kowelskie)
- dowódca zgrupowania – mjr Jan Szatowski „Kowal”
- Sztab
- Kwatermistrzostwo
- pluton saperów
- pluton rozpoznania
- drużyna ppanc.
- 1/21 p.uł. (zwiad taktyczny) – ppor. Jerzy Neuman „Hińcza”
- I/50 pp – por. Michał Fijałka „Sokół”
- II/50 pp – por. Władysław Czermiński "Jastrząb"
- III/50 pp – por. Zbigniew Twardy „Trzask” (od 18.04 por. Marek Lachowicz „Bratek”[22])
- I/43 pp – por. Kazimierz Filipowicz „Kord”
- II/43 pp –  por. Marian Walery Krokay „Siwy” (od 21.04 Jan Józefczak „Hruby”)
- oddziały wydzielone do obrony ludności cywilnej (samoobrona)

Zgrupowanie „Osnowa”
- dowódca zgrupowania „Osnowa” – kpt. Kazimierz Rzaniak „Garda”
- Sztab
- Kwatermistrzostwo
- Samodzielne pododdziały Zgrupowania
  - pluton saperów
  - pluton łączności
  - pluton zwiadu
- 1/19 p.uł. „Krwawi Tatarzy” (zwiad taktyczny) – ppor. Longin Dąbek-Dębicki „Jarosław”
- I/23 pp – por. Sylwester Brokowski „Bogoria” (od 8.04[23] por. Zygmunt Górka-Grabowski „Zając”)
- II/23 pp – ppor. Jerzy Krasowski „Lech”
- III/23 pp (szkieletowy)
  - 6 kompania – ppor. Jeremi Witkowski „Sokół II”
  - 7 kompania – pchor. Jan[24] Ochman „Kozak”
- I/24 pp „Krwawa Łuna” – por. Zygmunt Kulczycki „Olgierd” (od 21.04 ppor. Józef Malinowski „Ćwik”)
- oddziały wydzielone do obrony ludności cywilnej (samoobrona)

Liczebność i wyposażenie dywizji (w nawiasach w porównaniu do przedwojennego stanu polskiej dywizji piechoty)
- oficerów: 126 (24,5%)
- podoficerów i szeregowych: 7200 (45,6%)
- koni: 1150 (16,4%)
- broń osobista (pistolety, karabiny): 6500 (40,6%)
- ręczne i lekkie karabiny maszynowe: 130 (40,6%)
- ciężkie karabiny maszynowe: 45 (34,1%)
- granatniki: 13 (16,0%)
- moździerze: 4 (20,0%)
- lufy artylerii: 7 (8,9%)

## Upamiętnienie
Imię 27 Wołyńskiej DP AK noszą:
- Nadbużański Oddział Straży Granicznej
- Szkoła Podstawowa nr 33 w Lublinie
- Rondo w Lublinie, Koszalinie i we Wrocławiu
- Gimnazjum w Świeszynie
- 141 Bydgoska Drużyna Harcerska
- Szkoła Podstawowa w Skrobowie
- Szkoła Podstawowa w Czarnej Dąbrówce[25]
- 3 Malborska Obronna Drużyna Starszoharcerska „Uderzenie”
- Zespół Szkół w Dubience Liceum Ogólnokształcące
- Skwer w Chełmie przy Placu Niepodległości
- Szkoła Podstawowa w Graczach

1 marca 2017 roku, w ramach obchodów Narodowego Dnia Pamięci „Żołnierzy Wyklętych”, Minister Obrony Narodowej Antoni Macierewicz nakazał 2 Lubelskiej Brygadzie Obrony Terytorialnej przejąć i z honorem kultywować tradycje 27 Wołyńskiej Dywizji Piechoty AK.